# جوي بنجامين
جوي بنجامين (2 فبراير 1961 - 8 مارس 2021) (بالإنجليزية: Joey Benjamin)‏ هو لاعب كريكت بريطاني.

## وصلات خارجية
- جوي بنجامين على موقع إي آس بي آن كريك إنفو (الإنجليزية)